# Ultzama
Ultzama (spanisch Ulzama) ist ein Ort und eine Gemeinde (municipio) mit 1.628 Einwohnern (Stand: 2024) in der autonomen Gemeinschaft Navarra im Norden von Spanien. Die Gemeinde besteht aus zahlreichen Orten, namentlich: Alcoz, Arraiz-Orquín, Auza, Cenoz, Elso, Elzaburu, Gorronz-Olano, Gerendiain, Ilarregui, Iráizoz, Juarbe, Larráinzar, Lizaso und Urrizola-Galáin sowie dem Weiler Locen. Der Verwaltungssitz befindet sich in Larráinzar.

## Lage und Klima
Ultzama liegt am Río Ultzama in ca. 540 m Höhe und ist ca. 21 km (Fahrtstrecke) in nordnordwestlicher Richtung von der Regionalhauptstadt Pamplona entfernt. Das Klima ist gemäßigt bis warm.

## Bevölkerungsentwicklung
| Jahr      | 1970 | 1981 | 1991 | 2001 | 2011 | 2021 |
| Einwohner | 1673 | 1680 | 1655 | 1606 | 1706 | 1669 |

## Sehenswürdigkeiten
- Kloster in Velate
- Peterskirche in Larrainzar
- Rathaus

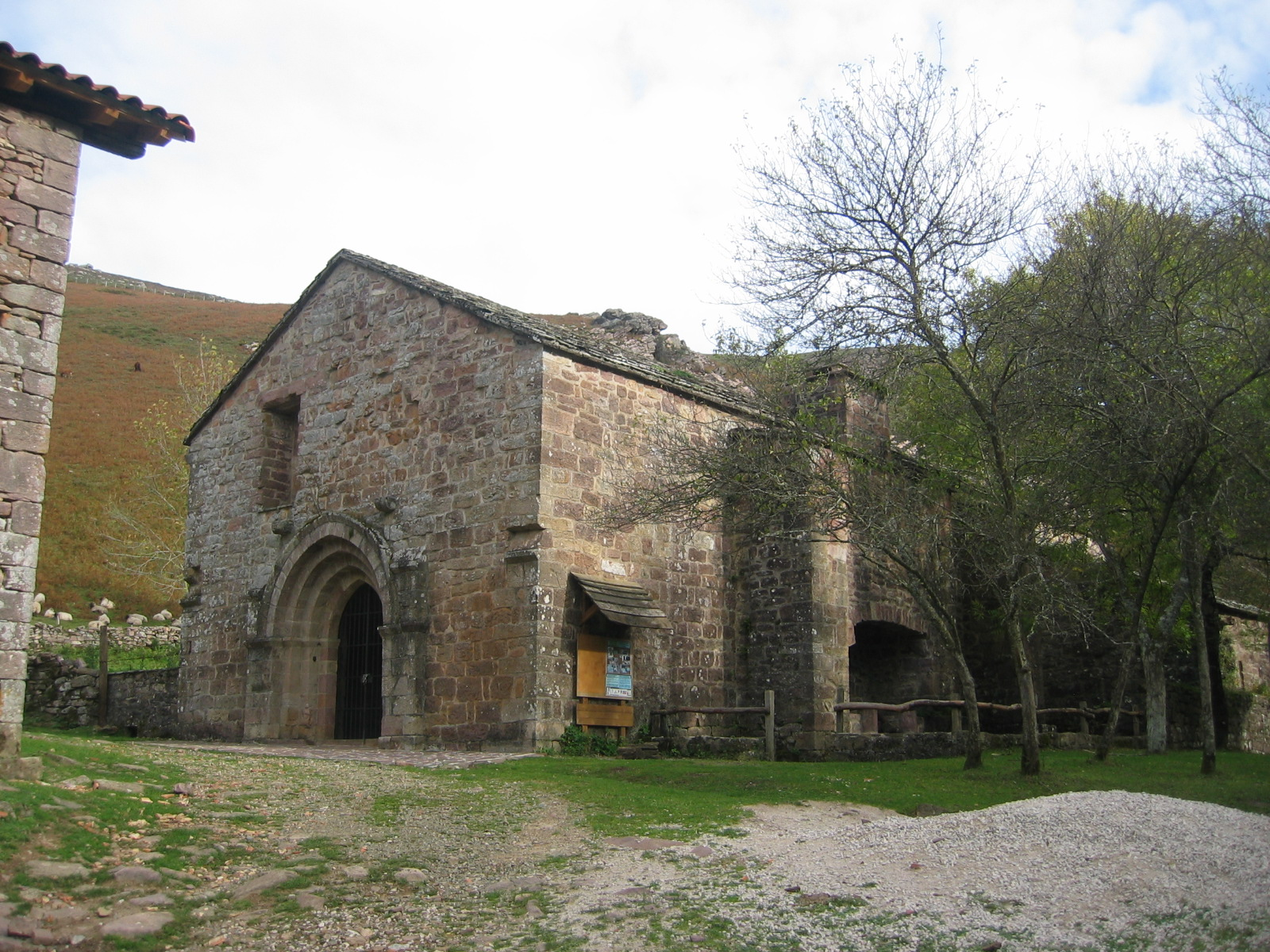
Kloster von Velate
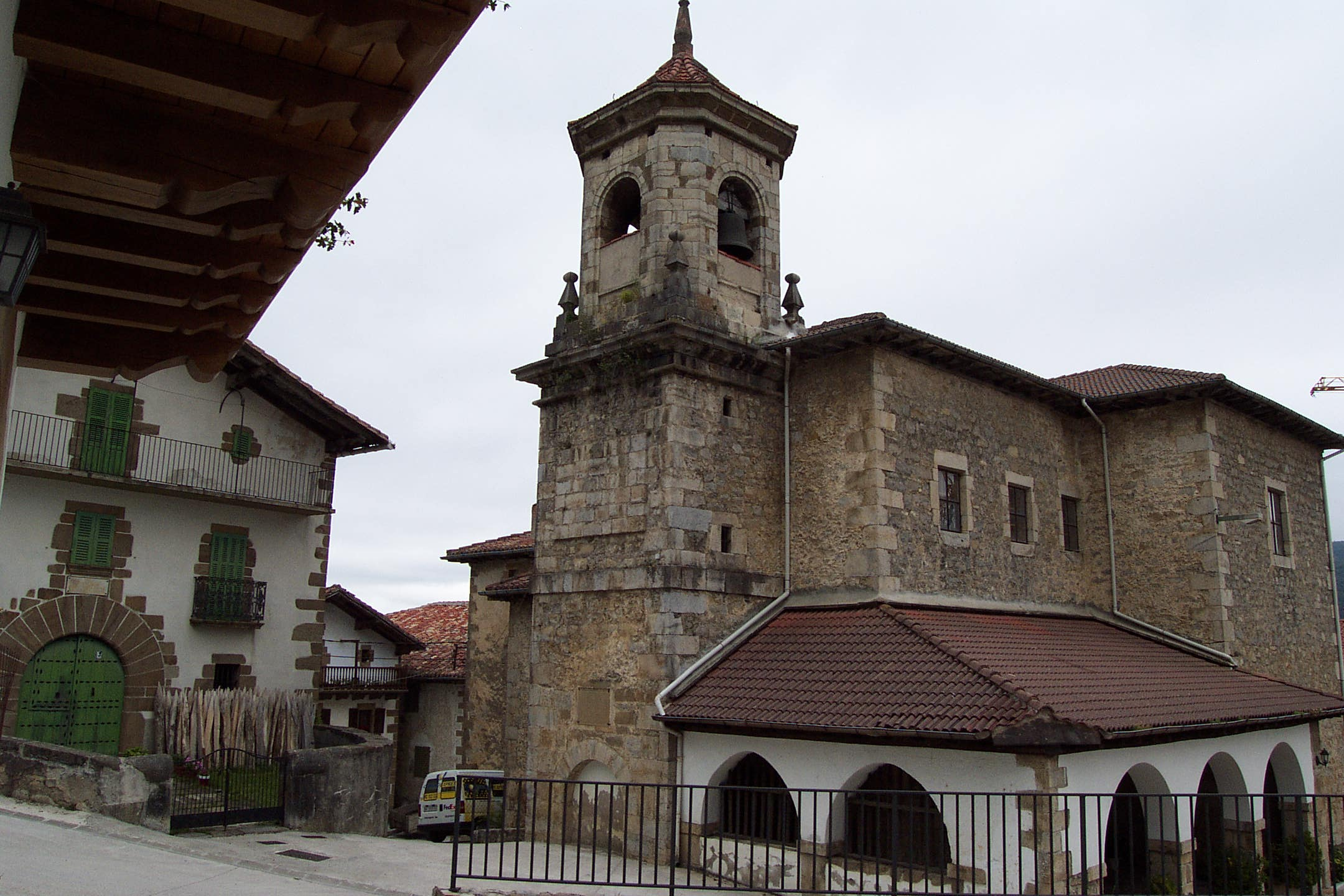
Peterskirche

## Persönlichkeiten
- Alejandro San Martín y Satrústegui (1847–1908), Arzt und Politiker, Kultusminister (1906)
- Manuel Irurita (1876–1936), Bischof von Lleida (1926–1930) und von Barcelona (1930–1936)
- José Ángel Ziganda (* 1966), Fußballspieler und -trainer
- Carlota Ciganda (* 1990), Golfspielerin